# Athenaios von Attaleia
Athenaios von Attaleia war ein in Rom wirkender griechischer Mediziner des 1. Jahrhunderts n. Chr. und Begründer der Pneumatiker-Schule. 
Er war Anhänger der Philosophie der Stoa. Von den Stoikern übernahm er die Pneuma-Lehre, die er mit der Krasenlehre kombinierte. Nach Athenaios gibt der Puls Auskunft über die Qualität des Pneuma beim Patienten. In der Therapie setzte er insbesondere auf Diät.
Zu seinen vielen Schülern gehört der Gründer der eklektischen Schule Agathinos von Sparta. Sie fügten der Lehre der Pneumatiker-Schule noch weitere Lehren hinzu.
Fragmente seiner Lehre sind bei Oreibasios und Galenos überliefert. Galen lobt sein Hauptwerk, ein Heilmittel-Kompendium in 30 Büchern, als beste allgemeinmedizinische Schrift. 